# Буру (игрок в пляжный футбол)
Венисиус Рибейру Мариан Фамбре (порт. Venícius Ribeiro Mariane Fambre; род. 14 апреля 1976, Витория) — бразильский игрок в пляжный футбол. Выступал за сборную Бразилии. Девятикратный чемпион мира. Лучший игрок в мире в пляжном футболе (2007).

## Биография
Родился в городе Витории. В детстве от бабушки получил прозвище «Буру», поскольку его волосы напоминали птицу. Начал заниматься футболом в 11 лет. Играл в клубе «Америко Минейро». В 1995 году стал победителем юношеского кубка города Сан-Паулу.
В дальнейшем переключился на мини-футбол. Играл за команду «Итало Данон».
В марте 1998 года дебютировал за сборную Бразилии по пляжному футболу на Кубке Меркосула. Вместе с командой девять раз становился чемпионом мира, включая четыре победы на мундиале, после перехода турнира под эгиду ФИФА. Завершил карьеру в сборной в 2016 году на Южноамериканском кубке в возрасте 38 лет, забив за всё время выступлений за Бразилию 224 гола в 275 матчах. Входит в число десяти лучших бомбардиров бразильской сборной за всю историю.
На клубном уровне на родине защищал цвета «Коринтианса» и «Васко да Гама». В Италии представлял «Рому», а в России играл за IBS, «Строгино» и «Крылья Советов». Последний турнир среди клубов провёл в чемпионате Украины в августе 2016 года в составе «Артур Мьюзик».

## Достижения
Сборная Бразилии
- Чемпион мира: 1999, 2000, 2002, 2003, 2004; 2006, 2007, 2008, 2009[3]
- Вице-чемпион мира: 2011[10]
- Победитель Мундиалито: 2000, 2001, 2004, 2005, 2006, 2007[3]
- Победитель Латинского кубка: 2001[11], 2003[12], 2005, 2006[13], 2009[14]
- Победитель Южноамериканского кубка: 2016[5]

На клубном уровне
- Чемпион России: 2007 (IBS)[15]
- Вице-чемпион России: 2011 (Строгино)[16]
- Вице-чемпион Украины: 2016 (Артур Мьюзик)[9]
- Победитель Inter Cup: 2008 (IBS)[17]

Индивидуальные
- Лучший игрок мира в пляжном футболе: 2007[3]
- Лучший игрок чемпионата мира: 2007[3]
- Лучший игрок Мундиалито: 2006[13]
- Лучший игрок Латинского кубка 2005[13]
- Лучший игрок Inter Cup: 2008[17]